# Субаево
Субаево — деревня в Даниловском районе Ярославской области. Входит в состав Дмитриевского сельского поселения.

## География
Находится в северо-восточной части Ярославской области на расстоянии приблизительно 11 км на юг-юго-запад по прямой от железнодорожного вокзала города Данилова, административного центра района у трассы М-8.

## История
В 1859 году здесь (деревня Даниловского уезда Ярославской губернии) было учтено 8 дворов, в 1898 — 7.

## Население
Численность населения: 45 человек (1859 год), 19 (русские 95 %) в 2002 году, 10 в 2010.

### Известные жители
- Коптев, Михаил Иванович (1922—1996) — лётчик в Великой Отечественной войне, Герой Советского Союза (1945).